# ジュルジ
ジュルジ（? - ?）は、モンゴル帝国に仕えた将軍の一人で、サルジウト部の出身。『元史』などの漢文史料では重喜(zhòngxǐ)と記される。

## 概要
ジュルジの祖父タブイルは第2代皇帝オゴデイに仕えて金朝遠征で活躍した人物で、万人隊長に任じられていた。父のトクチャルはタブイルの跡を継いで第4代皇帝モンケの南宋遠征に従軍し、1259年(己未)には十字寨を攻略する功績を挙げた。ジュルジはこの頃から父に従って戦場で功績を挙げており、ある戦場では左足に矢が当たっても奮戦を続けたため、南宋遠征の指揮官クビライより直々に労いを受けたという。
その後、父トクチャルが亡くなるとジュルジは跡を継ぎ、モンケの死(1260年)後帝位継承戦争が起こるとクビライの即位を支持した。1262年(中統3年)には李璮の乱鎮圧に功績を挙げ、翌1263年(中統4年)からは莒州に駐屯した。1265年(至元2年)、ジュルジはクビライの命によって十字路城を築き、ここを拠点に南宋との戦いに従事した。1267年(至元4年)にはブカを率いて泗州を攻撃した。この時、蔡千戸率いる部隊が敵兵の包囲を受けたため、ジュルジ自らが奮戦してを救出したという逸話が残っている。翌1268年(至元5年)にはクピライの下に入観し、クビライはその功績を嘉して白金・金鞍・弓矢を与えた。
1274年(至元11年)には正陽を攻撃した南宋軍を撃退し、翌1275年(至元12年)には南宋の将軍李提轄を破って瓜洲に進出した。1276年(至元13年)夏6月、南宋の都統姜才による攻撃を撃退し、翌7月には南宋の将軍李庭を泰州で破った。これらの功績により昭勇大将軍・婺州路総管府ダルガチに昇格し、その後まもなく亡くなった。ジュルジの死後は息子の慶孫が跡を継いだ。